# 山东贯众
山东贯众（学名：Cyrtomium shandongense）为鳞毛蕨科贯众属下的一个种。

## 扩展阅读
- 維基物種上的相關：山东贯众